# Quentin Mahauden
Quentin Mahauden (12 maart 2001) is een Belgisch karateka.

## Levensloop
Mahauden won in 2018 goud op de Olympische Jeugdspelen te Buenos Aires in de categorie -68kg. In de finale versloeg hij er de Marokkaan Yassine Sekouri.
Op de Europese Spelen van 2023 te Bielsko-Biała behaalde hij brons in het kumite in de gewichtscategorie -75kg. In de halve finale verloor hij van de Oekraïner Andrii Zaplitnyi. Eerder dat jaar behaalde hij op de Europese kampioenschappen in het Spaanse Guadalajara ook brons.